# Náměstí B. Hrozného
Náměstí B. Hrozného je v centru města Lysá nad Labem, je upraveno jako park a slouží jako odpočinkový prostor. Celé náměstí je součástí městské památkové zóny.

## Historie
Náměstí, dříve Jungmanovo, které jde podél severní fronty domů západním směrem od náměstí Husova je nyní pojmenováno po lyském rodákovi, univerzitním profesorovi Bedřichu Hrozném. Vznik a úprava tohoto náměstí je staršího data. Toto prostranství mělo původně prudký sklon od severní fronty domů k jižní. Stával zde románský kostelík sv. Jana Křtitele, který byl zbourán v roce 1880. Ten stál v místech kde je dnes památník padlým v 1. světové válce. Náměstí bylo upraveno podle návrhu Václava Bošiny, vybudována byla terasa s několika schodišti. Dále bylo náměstí doplněno parkovou úpravou se vzácnými dřevinami. Také úprava západní části náměstí pod kostelem Narození sv. Jana Křtitele je pozdějšího data.

## Popis
Náměstí je téměř trojúhelníkového tvaru o ploše 9.748 m². Na nejkratší straně jej uzavírá Farní sbor Českobratrské církve evangelické v Lysé nad Labem. Zde je umístěna pamětní deska Bedřicha Hrozného. Při pohledu od fary je na pravé straně náměstí muzeum Bedřicha Hrozného. Na náměstí je také několik význačných míst: pomník Bedřicha Hrozného, socha Panny Marie Immaculaty, pomník padlým v 1. světové válce, vyznačený půdorys zaniklého kostela sv. Jana Křtitele, památný strom jírovec maďal, Jedličkův dům s pamětní deskou Rudolfa Jedličky a pamětní deskou pátera Josefa Vojáčka. Na domě č. 184/10 je umístěna pamětní deska podporučíka Igora Vilímka, který padl v bitvě u Zborova. Z náměstí odbočuje jižním směrem Vodákova ulice, která je pojmenovaná po dalším lyském rodákovi Jindřichu Vodákovi. Na jeho rodném domě je rovněž  pamětní deska.

## Galerie
- Pomník obětem 1. světové války na náměstí B. Hrozného
- Pohled na náměstí B. Hrozného ze západní strany
- Pohled na ZŠ Bedřicha Hrozného, v popředí socha Panny Marie Immaculaty
- Fara na Náměstí B. Hrozného, vpravo pomník Bedřicha Hrozného